# فیل دا روئون
فیل دا روئون (به لاتین: Fil da Rueun) یک کوه در سوئیس است که در کانتون گراوبوندن واقع شده‌است. فیل دا روئون ۲٬۳۵۱ متر بالاتر از سطح دریا واقع شده‌است.